# Erik Sparre af Sundby
Erik Sparre af Sundby, född 15 juli 1665, död 4 augusti 1726 i Stockholm, var en svensk greve, fältmarskalk, riksråd, diplomat och målare.

## Bakgrund
Erik Sparre var son till Axel Carlsson Sparre och Beata Stenbock, halvbror till Gabriel Sparre, Carl Sparre, Gustaf Adolph Sparre och Axel Sparre. Han var från 1707 gift med Sophia Wrede, dotter till greve Fabian Wrede till Östanå: hennes farmor bar samma förnamn, nämligen Sophia Berndtsdotter Taube, gift med Casper Wrede. 
Hustrun Sophia Wrede dog i barnsäng efter två veckor, och i sorg lämnade Erik Sparre familjen Wrede och Östanå och överlät vården av sonen Axel Wrede Sparre till Sophia Wredes föräldrar Brita Cruus och Fabian Wrede. Erik Sparre gifte om sig 1710 med Christina (Stina) Beata Lillie (släkten Lillie och hade i detta äktenskap dottern Ulrica (Ulla) Louise, gift med Carl Gustaf Tessin.

## Militär karriär
Sparre var från 1683 i fransk krigstjänst i det regemente som senare kallades Royal suédois och tog avsked 1707 med generallöjtnants grad. Han återvände därefter till Sverige och innehade ett flertal höga militära och civila poster. År 1709 avvisade han erbjudanden att bli Nils Karlsson Gyllenstiernas närmaste man vid armén i Tyskland eller Magnus Stenbock underbefälhavare i Skåne. Istället sändes han till Frankrike 1712 och tack vare sina goda kontakter med kung Ludvig XIV lyckades han utverka stora franska penninglån. Han utnämndes samma år till svensk generallöjtnant och överste för Närkes och Värmlands tremänningsregemente. År 1714 skickades han till Berlin för att söka preussiskt stöd för det svenska fälttåget mot Ryssland och till fredskongressen i Baden mellan Frankrike och kejsaren utan att kunna uträtta något. Samma år utnämndes han till ambassadör i Paris och lyckades uppnå en förmånligt subsidietraktat med Frankrike i april 1715. Han hemkallades 1717 och utnämndes till general vid infanteriet. När drottning Ulrika Eleonora tillträdde 1718 utnämndes Sparre till riksråd och kansliråd och blev efter Arvid Horns avsked från kanslipresidentämbetet i april 1719 enda riksråd i Kanslikollegium. Han begärde själv avsked från kanslirådsämbetet samma år och utnämndes då till fältmarskalk. Han upphöjdes till greve och tog sig namnet Sparre af Sundby efter det ärvda Stora Sundby slott 1719. Ätten introducerades som nummer 63 på Riddarhuset.
Han skickades 1719 åter ut på en europeisk rundresa till Wien, Paris, Hannover och Dresden med syfte att uppbåda en allians mot Ryssland. Planen gick dock om intet och istället tvingades Sparre delta i överläggningarna som ledde fram till freden i Nystad i vilken Sverige avträdde stora landområden till Ryssland. Hans sista politiska insats skedde 1726 när han dödssjuk begav sig till Stockholm för att stödja Arvid Horns utrikespolitik. Med röstsiffrorna nio mot åtta i rådet fick Horn klartecken för att genomdriva den hannoverska alliansen med Frankrike och Storbritannien. Sparre dog dock innan beslutet hade bekräftats av riksdagen.

## Konstnären
Liksom sina bröder hade Sparre starka konstnärliga intressen och i Paris knöt han vänskapsförbindelser med den tidens ledande konstnärer och lät bland annat Hyacinthe Rigaud och Nicolas de Largillierre måla sitt porträtt. Han gav även Rigaud i uppdrag att efter Axel Sparres förlaga måla ett representationsporträtt av Karl XII. Han visade även själv prov på sina färdigheter som amatörkonstnär med små miniatyrporträtt av Karl XII. Sparre är representerad vid Nationalmuseum, Gunnebo slott, Gripsholm och Uppsala universitetsbibliotek. 

## Bilder

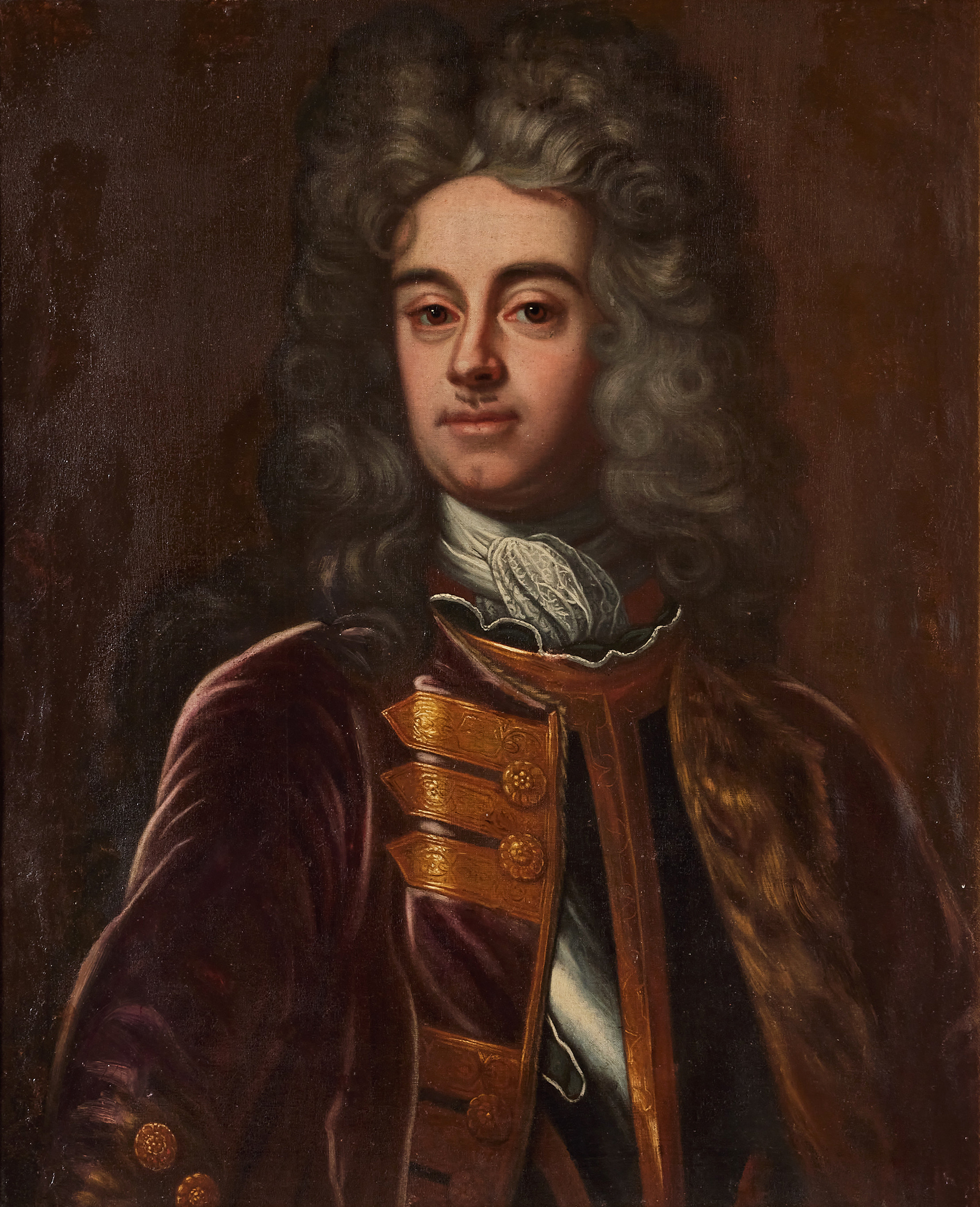
Sparre avporträtterad av Johan David Schwartz ca 1705.
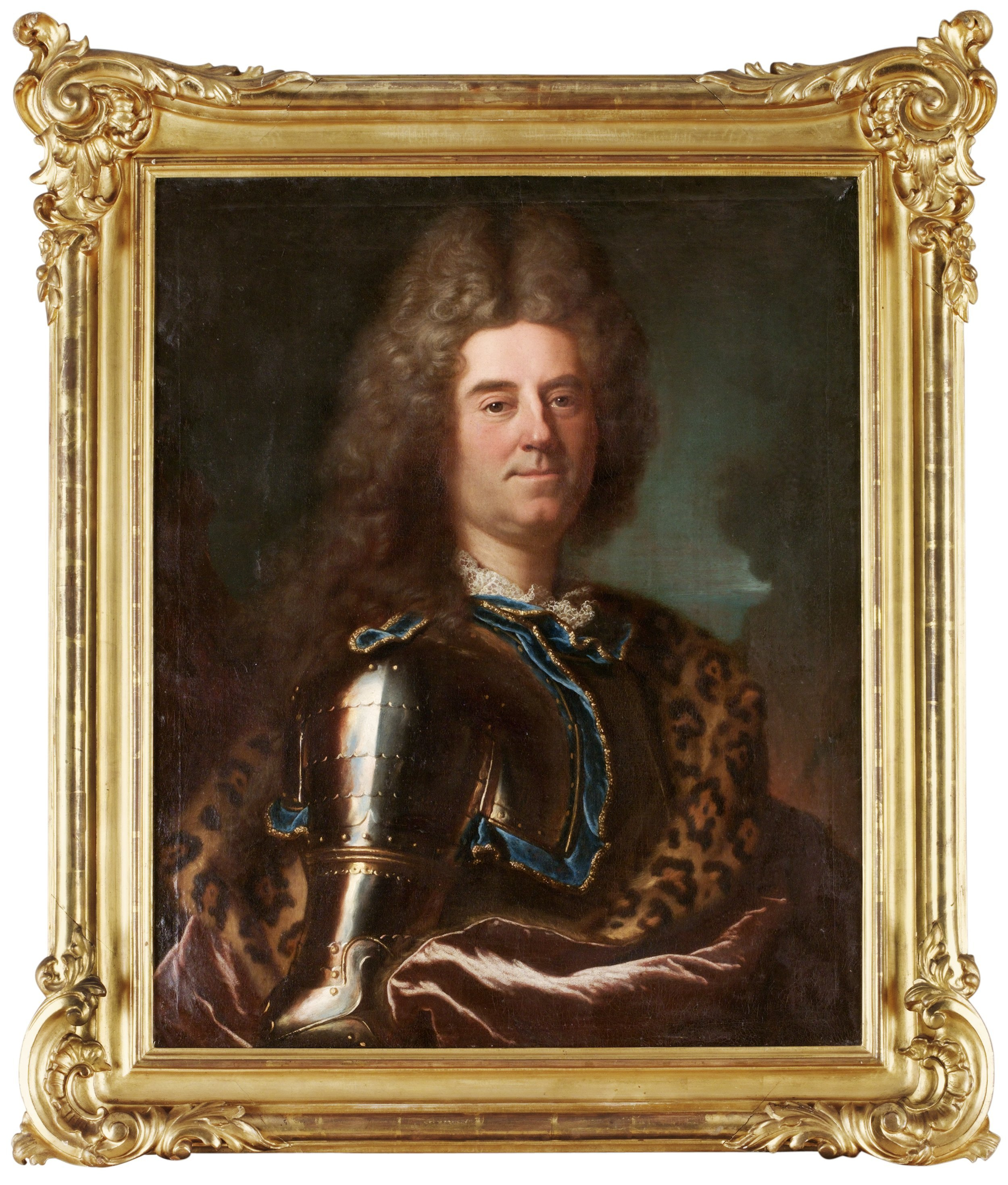
Sparre avporträtterad av Hyacinthe Rigaud 1717.